# مسی شاو

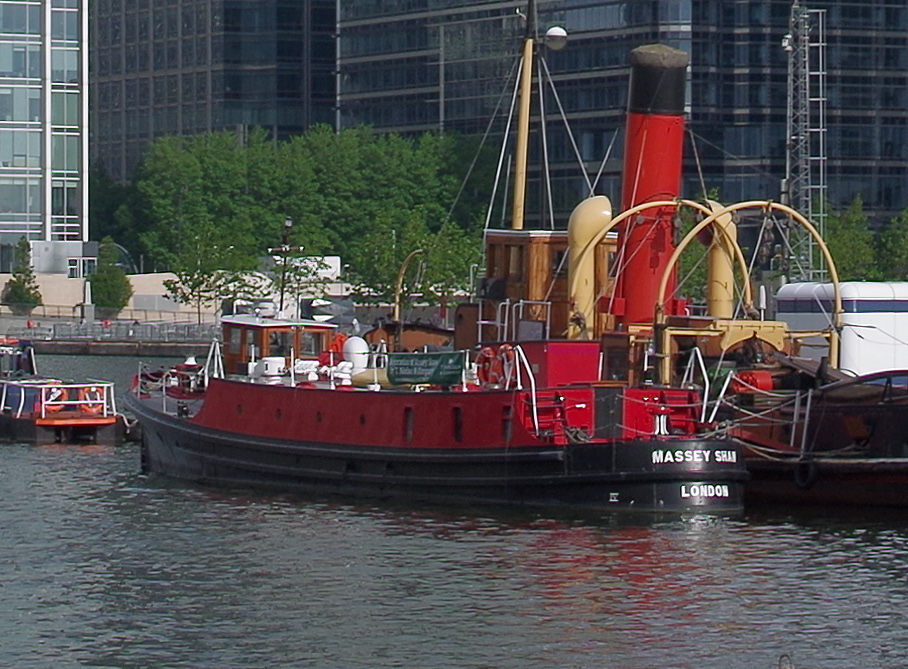
مسی شاو

{{Infobox ship characteristics
مسی شاو (به انگلیسی: Massey Shaw) یک کشتی است که طول آن ۷۸ فوت (۲۴ متر) [[Length overall می‌باشد.